# 范淶
范淶（1543年—1623年），字原易，號晞陽、水堂，直隸徽州府休寧縣人，民籍，明朝政治人物。

## 生平
嘉靖四十三年（1564年）甲子科應天府鄉試第一百三十名，萬曆二年（1574年）甲戌科會試第二百十名，登三甲第一百二十四名進士。起家南城知縣，升南刑部主事，轉南户部，歷升郎中，出为南昌知府，萬曆十八年（1590年）三月升江西驿传道副使，以事調用。去職三年，改浙江杭嚴道副使，二十三年九月升四川左参政，二十六年十一月升浙江按察使，兼巡海道，二十九年正月升本省右布政使，轉福建左布政使。卒年八十一。

## 家族
曾祖范顯寧；祖父范岩周；父范銏。前母陳氏；前母吳氏；前母蘇氏；母胡氏。永感下。兄瀚、渠、泓。